# Serravalle (Vittorio Veneto)
Serravalle è un quartiere di Vittorio Veneto e ne rappresenta la porzione settentrionale. Un tempo cittadina autonoma, proprio come la vicina Ceneda, in seguito all'unione con quest'ultima è divenuta parte integrante dell'odierno comune assieme agli altri sobborghi limitrofi.
Già comune autonomo sotto gli Austriaci, rimase tale anche per un breve periodo seguito all'annessione al Regno d'Italia.

## Storia

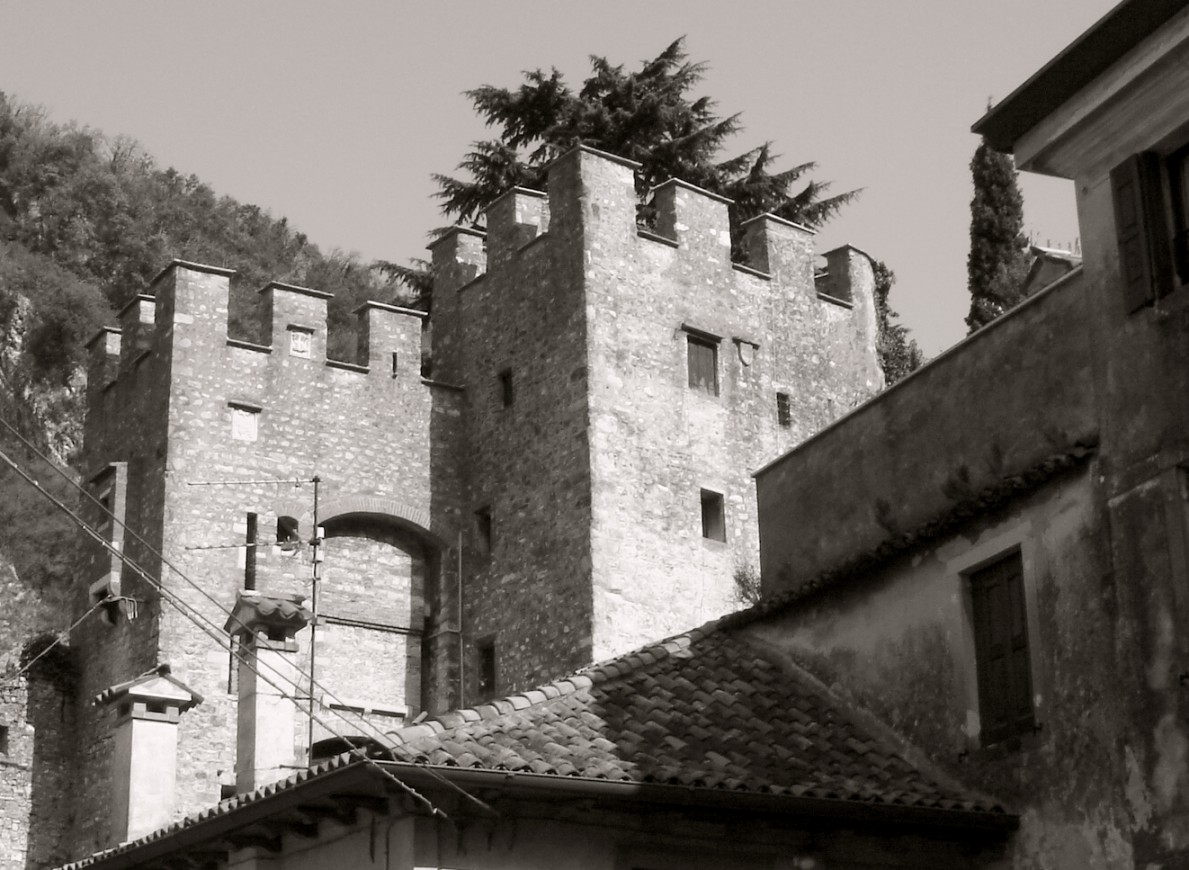
Particolare dei resti del castello di Serravalle

### Dai romani all'età barbarica
Il borgo di Serravalle è di origini molto antiche che sarebbero da far risalire all'epoca romana, tuttavia i reperti in nostro possesso (principalmente monete di età imperiale) sono assai limitati e comunque non provano con certezza l'esistenza di installazioni militari durante questo periodo.
Secondo l'ipotesi più accreditata, il centro era inizialmente un presidio militare (lo stesso toponimo ne suggerisce le funzioni strategiche), sorto durante i primi anni dell'impero romano, quando il territorio circostante (appartenente ad Opitergium, l'attuale Oderzo) venne centuriato. Aveva il compito di difendere la sottostante Ceneda (che allora pure ospitava delle fortificazioni e, probabilmente, un vicus) e soprattutto di controllare la Val Lapisina che, tramite la via ad Danuvium, collegava la pianura con il Norico e la Stiria; da qui passava infatti un ingente traffico commerciale (soprattutto di metalli), ma il valico poteva essere sfruttato anche da barbari invasori.
La tradizione cristiana attribuisce la fondazione del castello ad un dignitario goto, Manducco o Matrucco, che eresse una fortificazione sul monte Marcantone culminante con la Turris Nigra di cui ora restano i ruderi. Figlia di Manducco era santa Augusta, martirizzata proprio dal padre perché cristiana. Gli attuali resti del castello sembrano effettivamente risalire all'età barbarica, sebbene la costruzione sia stata più volte ampliata e rimaneggiata.

### I Longobardi
L'arrivo dei Longobardi diede un nuovo assetto politico al territorio tramite la creazione dei ducati. A conferma dell'importanza strategica della zona, ne fu istituito uno anche nella vicina Ceneda.
I Longobardi, sconfitti, lasciarono il posto ai Franchi di Carlo Magno. Nel frattempo, Ceneda era divenuta sede vescovile.
Nel 903 gli Ungari devastarono il Veneto: anche Ceneda venne distrutta mentre Serravalle, contando sulle più efficienti fortificazioni, fu risparmiata.

### Il Vescovo Conte e i da Camino
Nel 951 il vescovo di Ceneda ricevette il titolo di conte da Ottone I, in virtù del Privilegium Othonis. Investito del potere temporale, verso la fine dell'XI secolo diede Serravalle e il suo territorio in feudo ad un gruppo di casate nobili. Presto, tuttavia, su queste prevalsero i potenti da Camino, che la tennero ininterrottamente in signoria dal 1154 al 1335.
Serravalle comincia ora un periodo di rapido sviluppo economico (si trovava sulla rotta commerciale per la Germania) ed urbanistico, contrariamente a Ceneda, che rimane un piccolo villaggio rurale raccolto attorno al castello diocesano. A partire dal 1226 Gabriele III da Camino innalzò una nuova cerchia muraria permettendo l'ampliamento del borgo; dello stesso periodo sono il monastero e la chiesa di Santa Giustina, il duomo e la Scuola dei Battuti. La graduale affermazione rispetto alla vicina è confermata anche dal testamento di Sofia di Colfosco (1174) che per la prima volta la cita separatamente.
Nel 1335, con la morte senza eredi maschi di Rizzardo III, la città sarebbe dovuto tornare direttamente sotto i vescovi, ma la vedova Verde della Scala, aiutata dal fratello Mastino II la occupò nell'attesa di partorire (era infatti incinta e, secondo una clausola, il feudo sarebbe rimasto ai Caminesi solo con la presenza di eredi maschi). Nata però una bambina, il vescovo dichiarò libero il feudo e lo assegnò alla Repubblica di Venezia (1337).

### La Serenissima

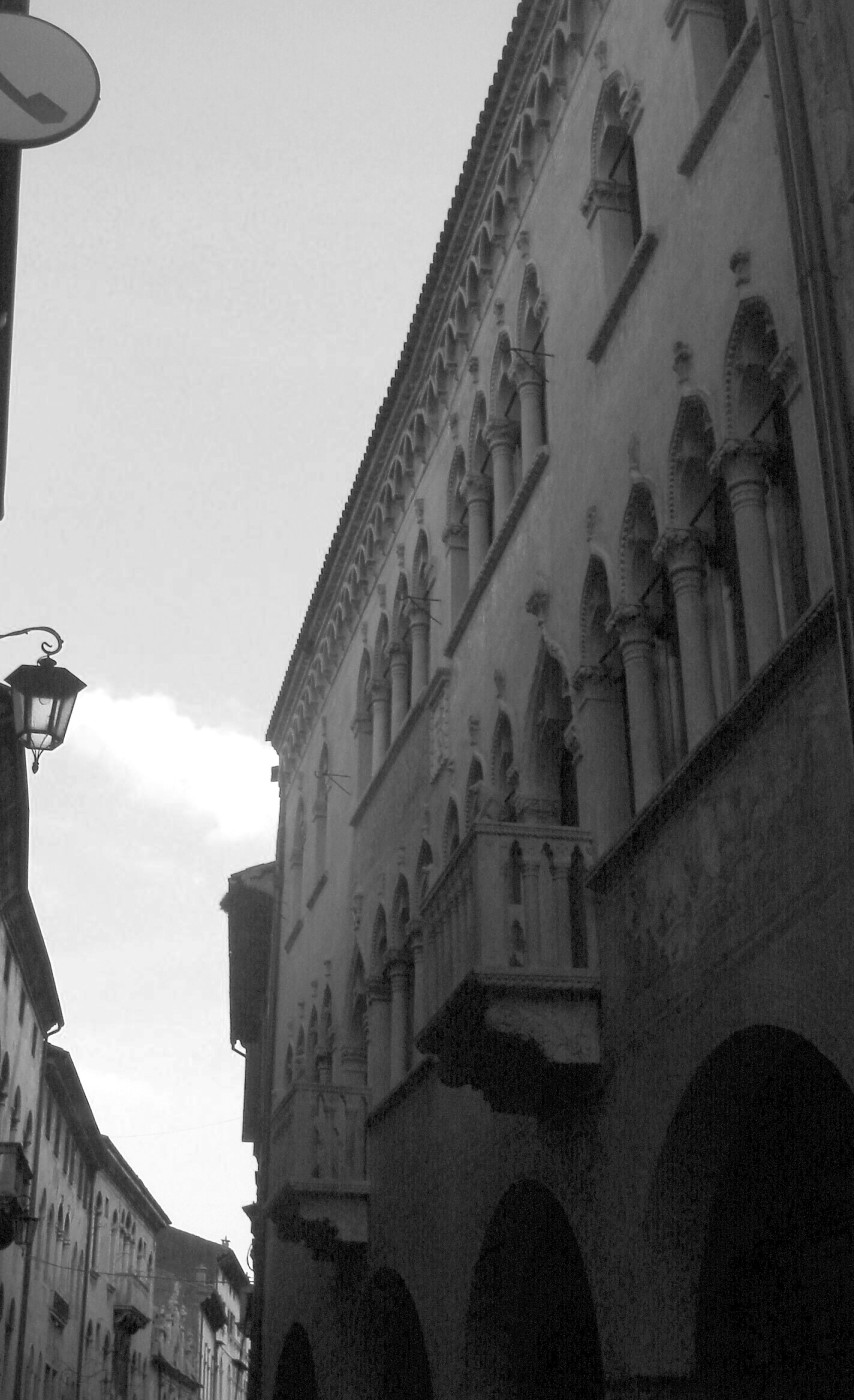
Scorcio della Cal Granda

I Veneziani, comprendendo l'importanza della già affermata economia di Serravalle, le diedero ulteriore impulso. Per il centro cominciò a transitare un fiorente traffico mercantile, a cui si aggiunse lo sviluppo di numerose attività artigianali come armerie, fonderie per campane e l'industria della lana. Questa vivacità si tradusse in un continuo sviluppo edilizio che arricchì la città di palazzi, come quelli che si innalzano lungo le attuali via Roma (già contrada Riva), via Martiri della Libertà (già Calgranda), via Guido Casoni (già contrada Tiera) e di altri interventi urbanistici, come la risistemazione della piazza principale (l'attuale piazza Flaminio) e la ricostruzione della Loggia della Comunità (1462-1476).
A partire dal XVII secolo, l'economia di Serravalle cominciò a decadere analogamente a quella di tutta la Repubblica.

### Dall'Ottocento all'unione con Ceneda
Caduta la Repubblica, Serravalle passò a Napoleone e, dopo alterne vicende, al Regno Lombardo-Veneto, controllato dall'Impero Austro Ungarico.
Passati nel 1866 al Regno d'Italia, su richiesta degli stessi comuni, Ceneda e Serravalle furono riunite il 22 novembre dello stesso anno per concessione di re Vittorio Emanuele II, andando a formare l'odierno comune di Vittorio Veneto.

## Monumenti e luoghi d'interesse

### Architetture religiose

#### Duomo di Santa Maria Nova
Fu innalzato all'inizio del XIV secolo e poi ricostruito nel 1776. La pala dell'altare maggiore, Madonna con Bambino in gloria e santi Andrea e Pietro, è di Tiziano Vecellio.

#### Chiesa di San Giovanni Battista

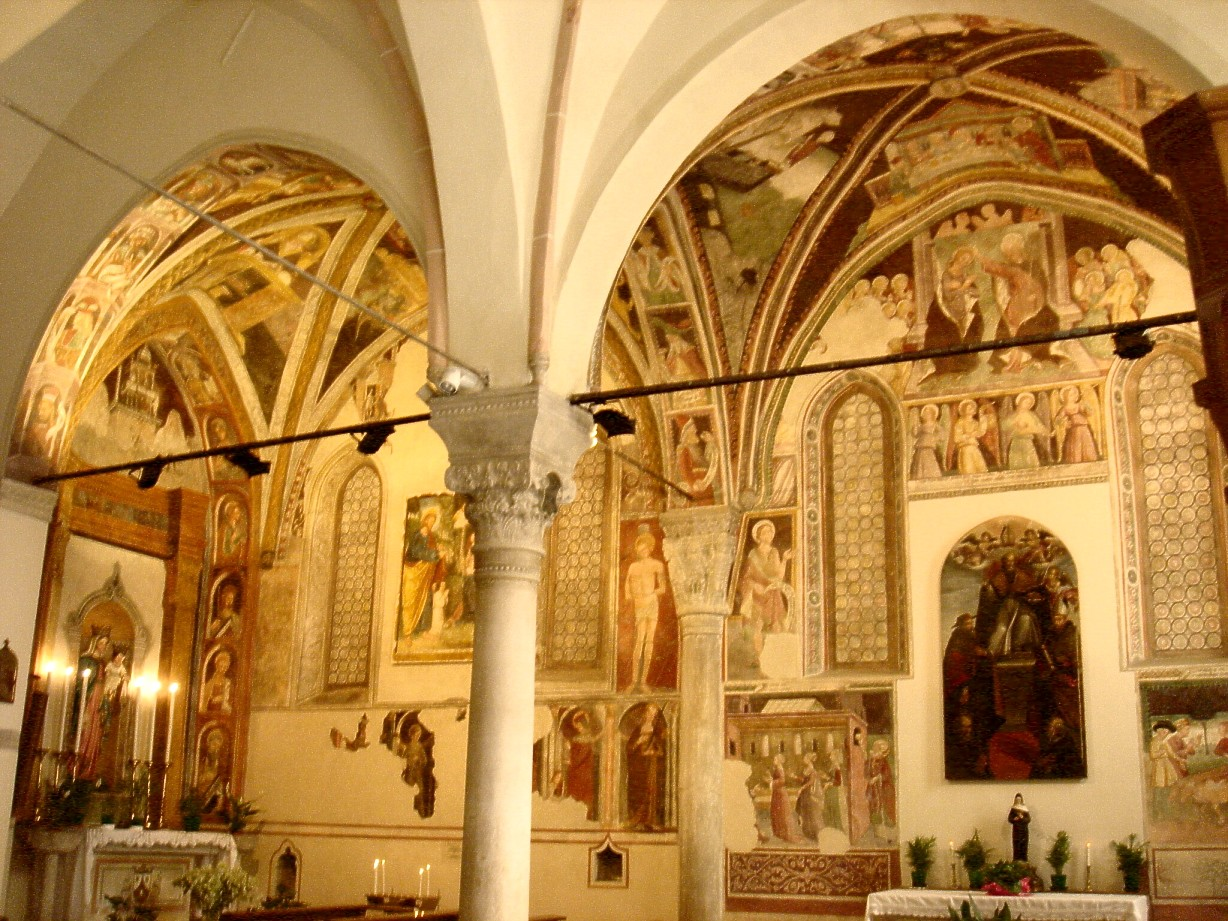
Affreschi quattrocenteschi della navata destra di San Giovanni Battista

San Giovanni Battista è un edificio trecentesco che sorge in via Mazzini, a nord della piazza principale.
All'interno sono degni di nota gli affreschi delle cappelle Galletti e Sanfiori risalenti al XV secolo. Altre opere rilevanti sono una pala di Jacopo da Valenza (1502), quattro ante d'organo dipinte da Francesco Frigimelica il vecchio e, dietro l'altar maggiore, Battesimo di Cristo di Francesco da Milano.

#### Chiesa di Santa Giustina

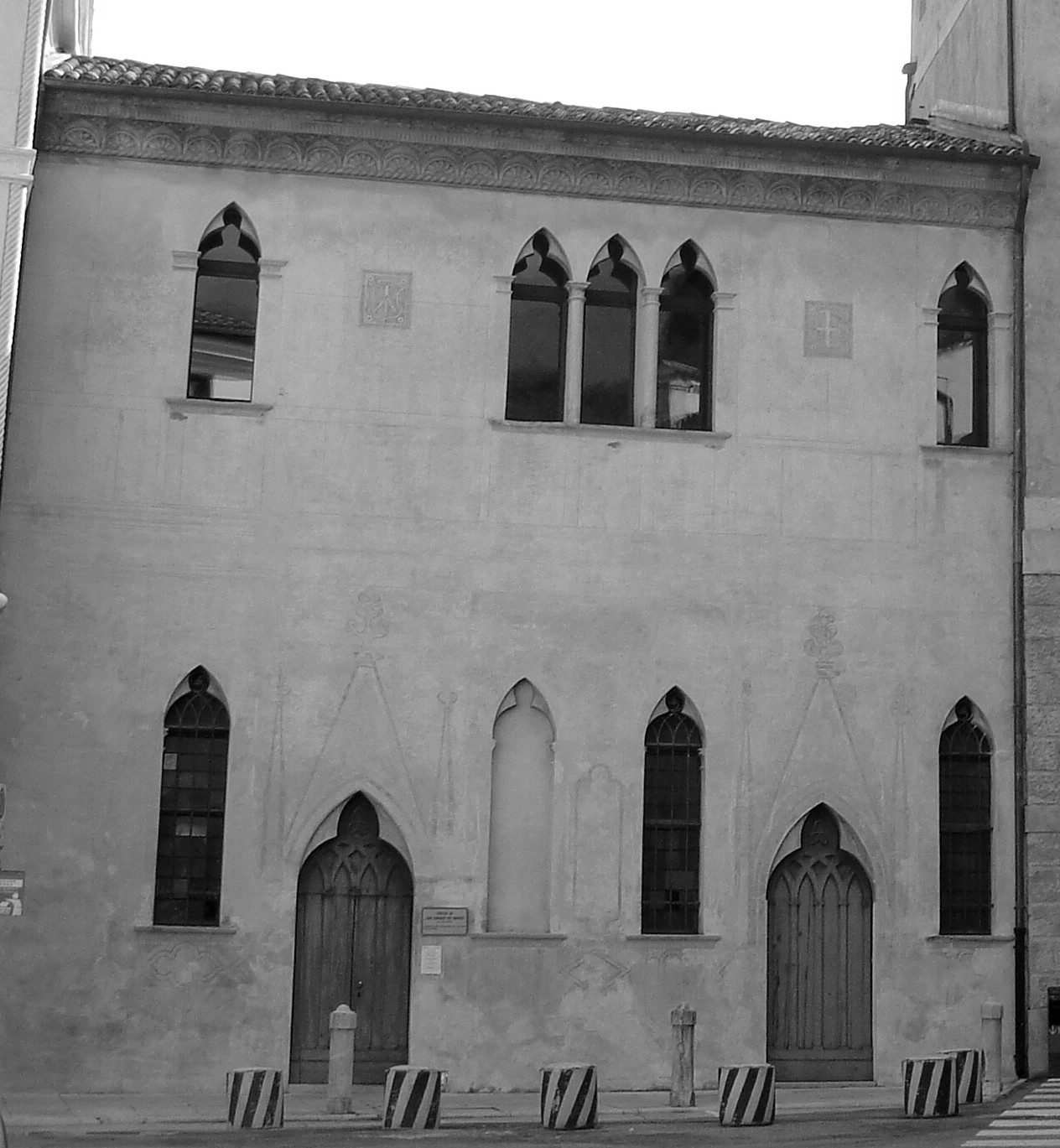
Facciata della chiesa di San Lorenzo dei Battuti

Si affaccia sulla piazza omonima in quello che era il Borgo Superiore, cioè l'estremità settentrionale della cittadina. Fu costruita nel 1227 per volontà di Gabriele da Camino e fu dipendenza dell'abbazia di Follina, ma già nel 1228 veniva ceduta ai benedettini di Padova che vi insediavano un priorato. Tuttavia rimase legata ai Caminesi che, arricchendola con varie donazioni, l'avevano resa di fatto la loro cappella privata. Passato poi alle benedettine e alle agostiniane, dopo le soppressioni di Napoleone divenne succursale del duomo. Solo dal 10 dicembre 1947 è stata elevata a parrocchiale.
L'edificio fu quasi completamente rifatto a fine Cinquecento. All'interno si trova il pregevole sepolcro di Rizzardo III (ultimo signore di Serravalle prima dell'arrivo dei Veneziani), realizzato fra il 1336 e il 1340. Interessante l'organo De Lorenzi.
Inoltre, sulla parete destra entrando dalla porta principale, si trova il monumento funebre del poeta Guido Casoni.

#### Chiesa di San Lorenzo dei Battuti
La chiesa di San Lorenzo dei Battuti, incastonata tra il complesso trecentesco della scuola dei Battuti (o ex ospedale civile) e la torre dell'orologio (ex porta San Lorenzo), è una cappella del XV secolo, i cui interni sono interamente coperti da affreschi attribuiti a diverse mani, tra cui le scuole di Jacobello del Fiore e Nicolò di Pietro oltre a Giovanni Antonio da Meschio. 

#### Pieve di Sant'Andrea di Bigonzo

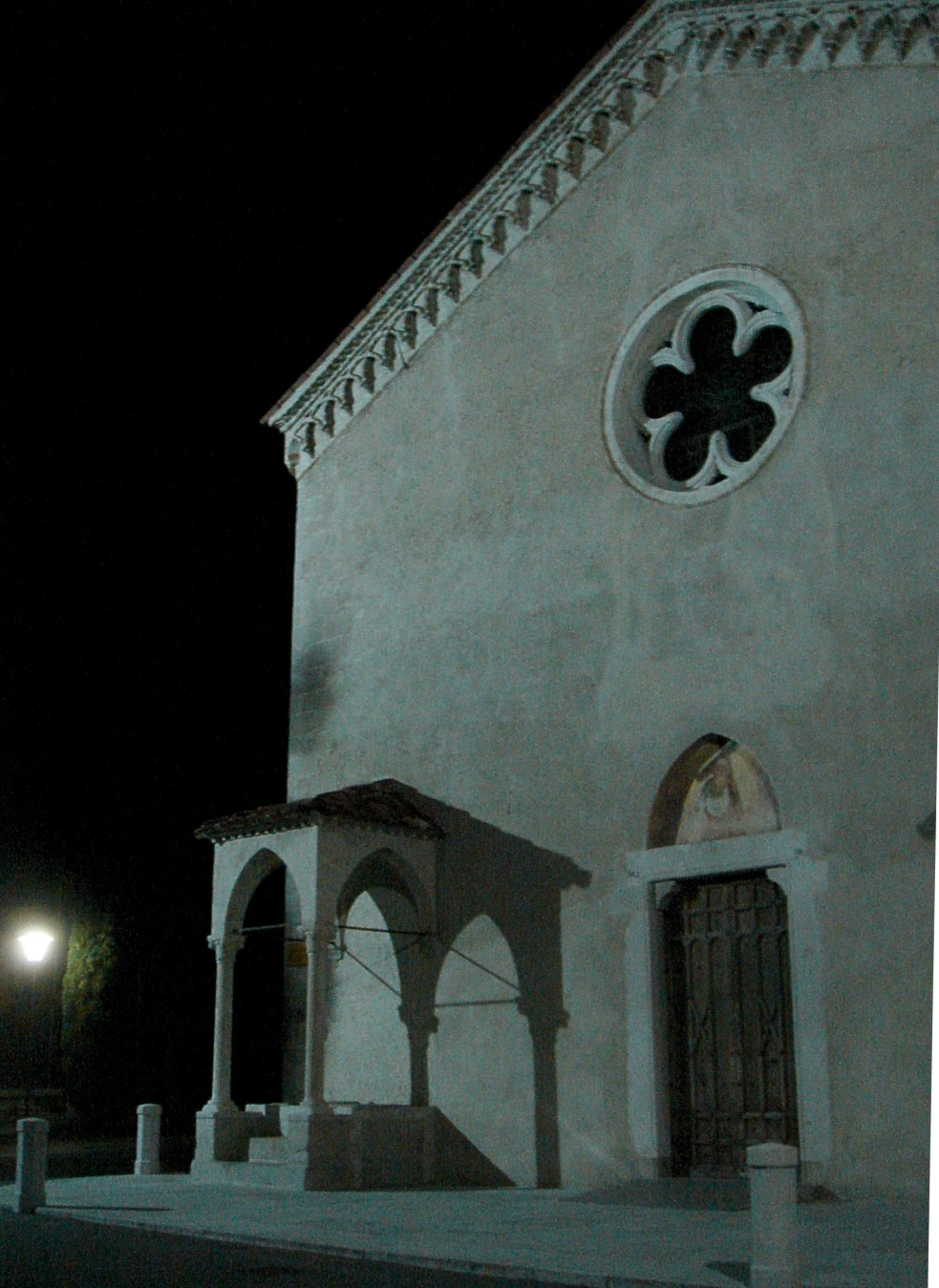
La facciata di Sant'Andrea di Bigonzo

Si tratta della più antica chiesa di Vittorio Veneto e fu chiesa madre di Serravalle prima della costruzione del duomo.
Fu citata per la prima volta nel 1224 (è ricordata nel testamento di Gabriele II da Camino); riedificata in stile romanico, fu riconsacrata il 7 luglio 1303 e ancora nel 1486.
Tra il XV e XVI secolo furono ultimate le ricche decorazioni interne, a cui collaborarono artisti locali quali Antonio Zago, Iseppo da Cividale e Francesco da Milano.
La potente pieve decadde gradualmente con la costruzione degli altri luoghi di culto che ne smembrarono il territorio. Il 21 novembre 1835 era ridotta a curazia e tornò ad essere parrocchia solo il 12 dicembre 1947.

#### Santuario di Santa Augusta
Luogo di culto secolare e sede delle reliquie di Santa Augusta, martire e patrona di Serravalle, il santuario di Santa Augusta sorge arroccato alle pendici del monte Marcantone.

#### Oratori

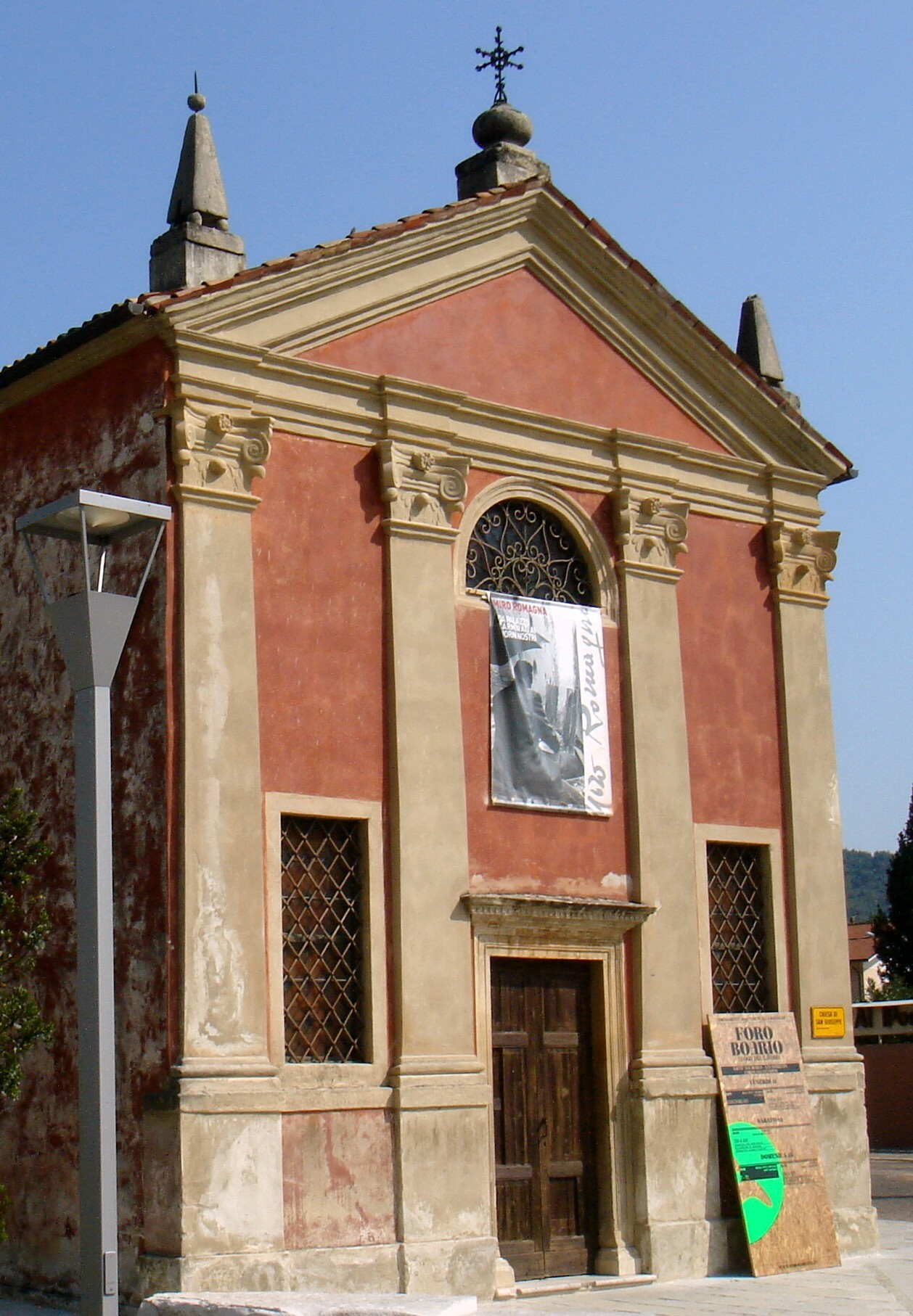
Oratorio di San Giuseppe

##### Sant'Antonio Abate
Sull'altura restrostante la loggia di piazza Minucci sorgono i resti di un'antica chiesa dedicata a Sant'Antonio Abate, inseriti nel verde del bosco; poco più in basso della vecchia struttura nel 1955, per volontà del conte Luigi Lucheschi, fu eretta una cappelletta dedicata allo stesso santo e alla Madonna.

##### Santa Croce
Elegante struttura inserita tra Palazzo Arrigoni Gaiotti e Palazzo Minucci, l'oratorio di Santa Croce è la cappella privata di quest'ultimo.
La facciata è aperta al piano terra da tre arcate a tutto sesto, in continuità col portico del palazzo; la parte superiore è tripartita da lesene di ordine ionico tra le quali sono poste tre monofore; in alto, sopra un cornicione dentellato è posto un timpano di gusto barocco, ricco di volute e sovrastato da cinque statue di santo.

##### San Giuseppe
Presso il lato sul Meschio del Foro Boario sorge un edificio religioso di piccole dimensioni, l'oratorio di San Giuseppe: esso è caratterizzato da una facciata a capanna neoclassica tripartita da quattro lesene ioniche sovrastate da timpano; dietro, sul lato sinistro si alza una piccola torre campanaria, la cui celletta è aperta sui quattro lati da monofore a tutto sesto.

### Architetture civili

#### Piazza Flaminio

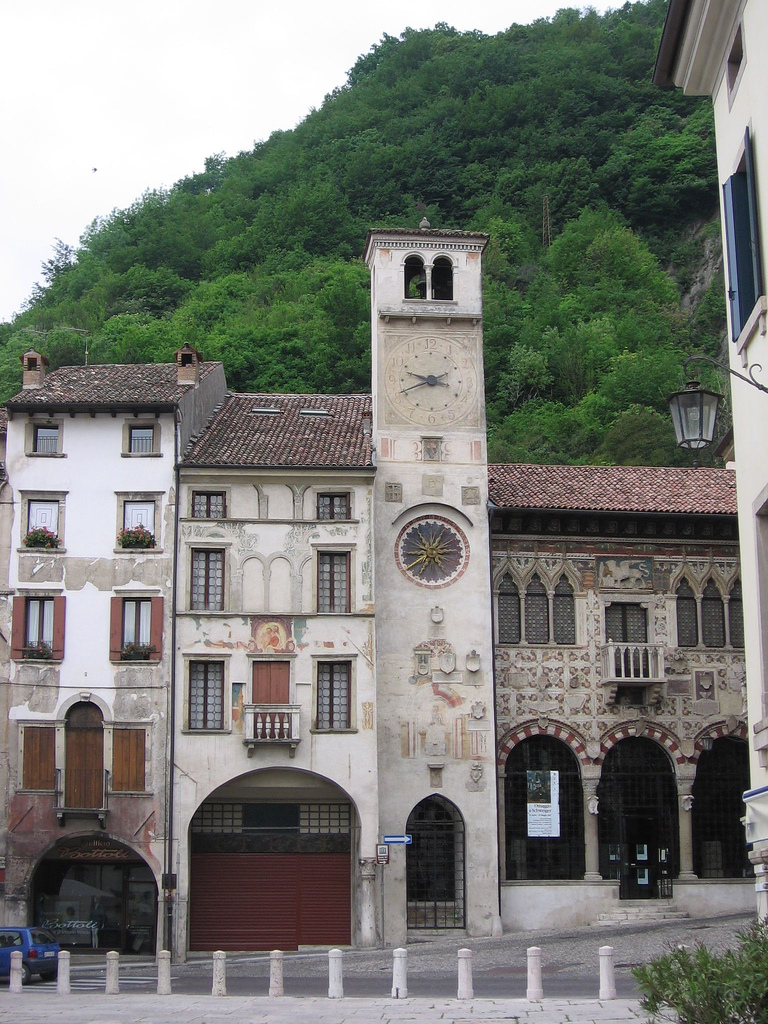
Il lato occidentale di piazza Flaminio: in evidenza la Torre Civica e, a destra, il Palazzo della Comunità

Piazza Marcantonio Flaminio, dedicata al celebre umanista di Serravalle, è il risultato di una pregevole risistemazione cinquecentesca e di ulteriori rimaneggiamenti ottocenteschi. Spiccano in particolare la sua forma regolare e la pavimentazione in pietra d'Istria.
La piazza è circondata da palazzi di epoca rinascimentale ed è chiusa a nord-ovest dal Palazzo della Comunità (o Loggia di Serravalle), antica sede del governo cittadino ricostruita tra il 1462 e il 1476, attualmente ospitante il Museo del Cenedese, che espone reperti di età romana e medievale, stemmi podestarili e una collezione di opere d'arte.

#### Palazzi

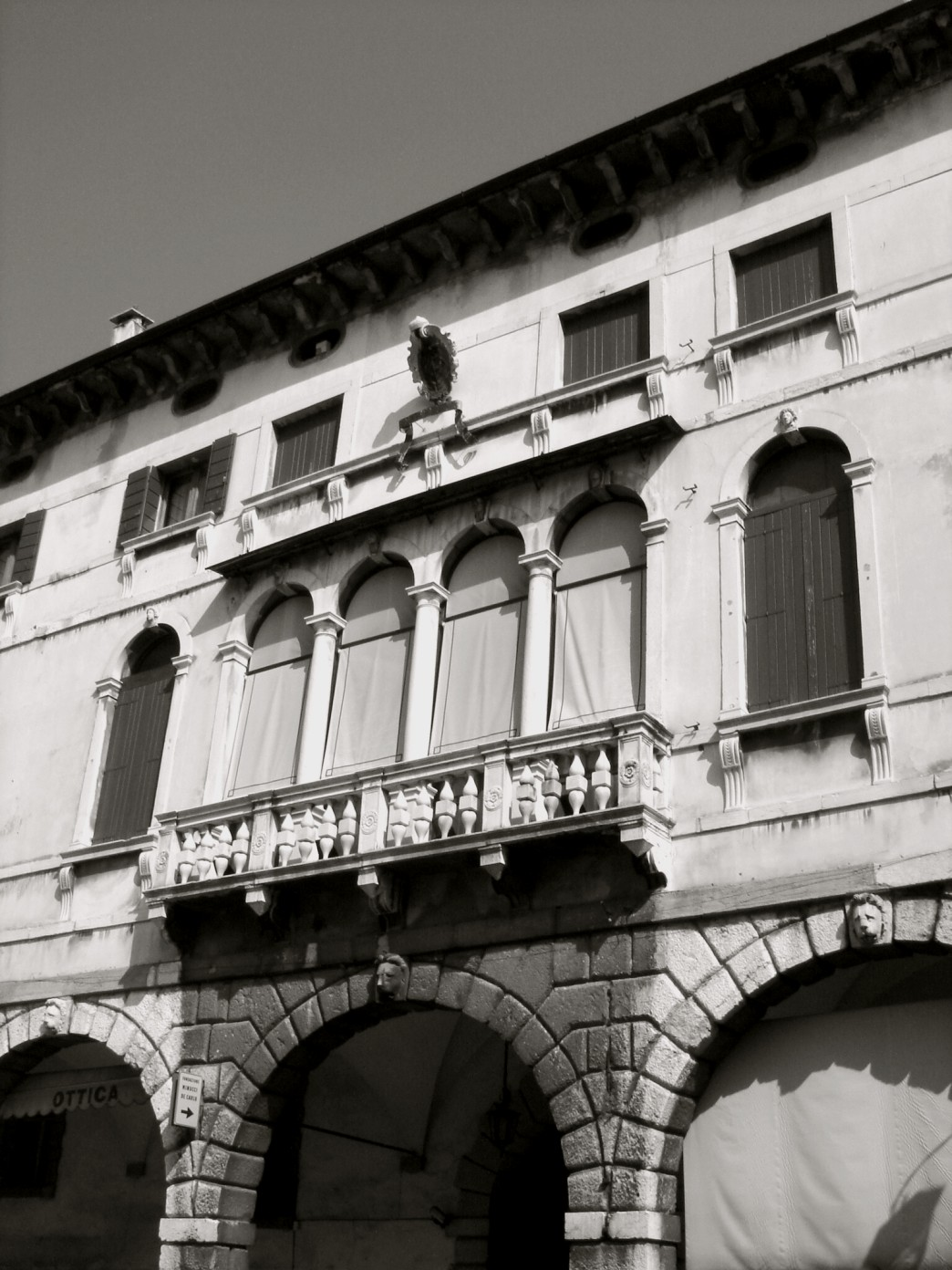
Palazzo Minucci poi De Carlo, particolare della facciata

Numerose facciate secolari rendono di grande rilevanza storico architettonica le vie di Serravalle. Di seguito si riportano i palazzi più importanti:
- Palazzo Casoni detto Stella (XVI secolo)
- Palazzo Cesana "della Riva" poi Lucheschi (XVII secolo)
- Palazzo Troyer (XV secolo)
- Palazzo Racola de Fontanellis Troyer (XV secolo)
- Palazzo Filomena Marchi Vascellari ora Faganello (XV secolo)
- Palazzo Sanfiori (XV secolo)
- Palazzo Arrigoni Gaiotti (XV secolo)
- Palazzo Minucci poi De Carlo (XVI-XVII secolo)
- Palazzo Brocca (XVI secolo)
- Casa Sanfiori (XIV secolo)
- Palazzo Pancetta "De Venetiis" (XVI secolo)
- Palazzo Sarcinelli (XVI secolo)
- Casa di Delfino Varnier detto "Peo" (?)
- Casa Gandini già Armellin (XIV secolo)
- Palazzo Cesana (XV secolo)
- Palazzo Borsoi (XVII secolo)
- Palazzo Cavalcanti Casoni detto "Il cason" (XV secolo)
- Palazzo Flaminio (XV secolo)
- Casa Antonello (XV secolo)
- Palazzo Galletti (XVI secolo)

#### Scalinata di Santa Augusta

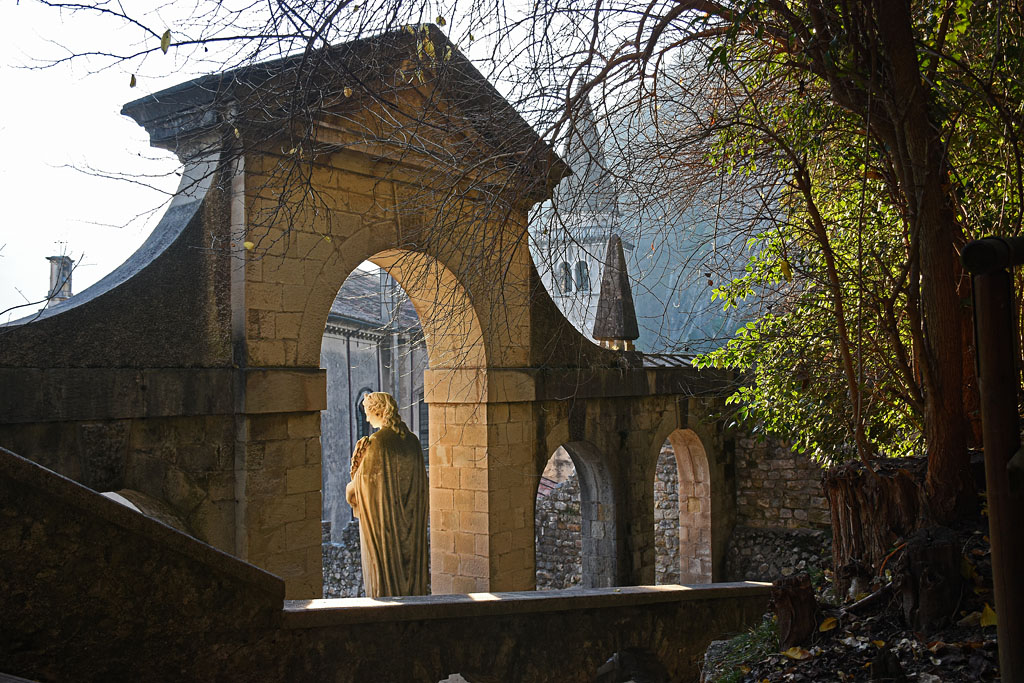
Scalinata di Santa Augusta

L'opera monumentale rappresenta il primo tratto della salita che conduce al santuario di Sant'Augusta. Fu costruita nel 1931 demolendo però l'antica Porta del Terraglio. La scalinata è piuttosto breve ed è proseguita da un semplice sentiero di ciottoli su cui si affacciano sette tempietti secenteschi (vi transitavano infatti pellegrinaggi e processioni che raggiungevano il santuario).

#### Ville venete

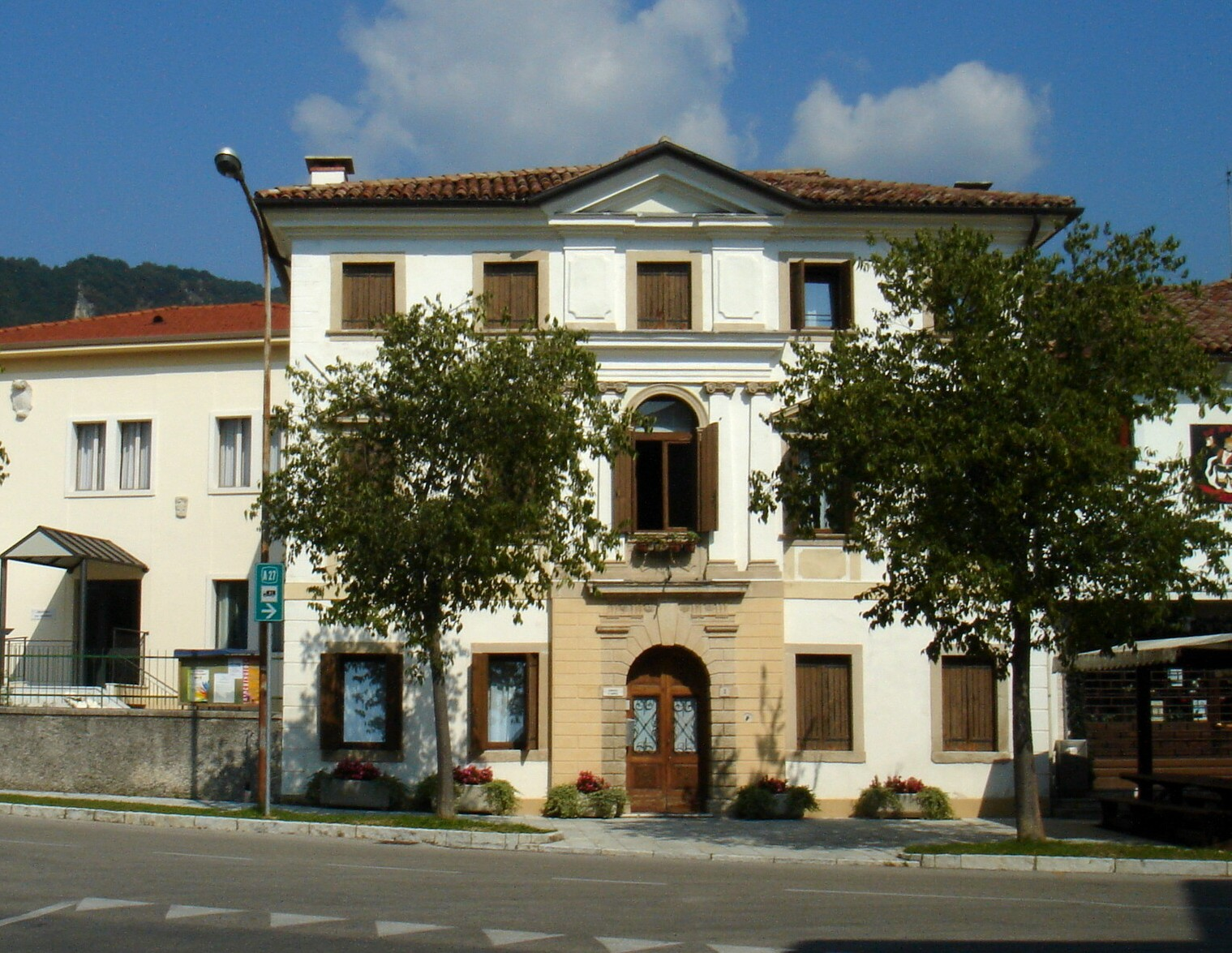
Villa Vicentini Breda Beretta

Di seguito è riportato un elenco delle ville venete presenti sul territorio di Serravalle:
- Villa Bianchi Rosada Altoè Cortuso Frare[3] (XVII secolo)
- Villa Della Giustina[4] (XVIII secolo)
- Palazzo Lucheschi[5] (XVII secolo)
- Villa Casoni Rosada Marini detta ''Casa Rossa''[6] (XVII secolo)
- Villa Vicentini Breda Beretta[7] (XIX secolo, sede della canonica di Sant'Andrea di Bigonzo)

## Cultura

### Musei
- Museo del Cenedese
- Villa Croze -Galleria civica di arte medievale, moderna e contemporanea Vittorio Emanuele II[8]